# Theodore Wilbur Anderson
Theodore Wilbur Anderson, detto Ted (Minneapolis, 5 giugno 1918 – Stanford, 17 settembre 2016), è stato uno statistico statunitense, specializzato nell'analisi multivariata.
Nel 1946 è fellower della John Simon Guggenheim Memorial Foundation.
Dal 1946 al 1967 lavorava alla Columbia University. Nel 1967 si trasferì alla Stanford University dove nel 1988 divenne professore emerito. Dal 1950 al 1952 fu editore degli Annals of Mathematical Statistics. Nel 1962 fu presidente dell'Institute of Mathematical Statistics.
Nel 1988 gli è stato assegnato il Premio Samuel S. Wilks.
È noto per il test di Anderson-Darling descritto nel 1952 insieme a Donald A. Darling, che serve per evidenziare se un determinato campione di dati proviene o meno da una determinata distribuzione di probabilità.

## Scritti
- Asymptotic theory of certain "goodness-of-fit" criteria based on stochastic processes. Annals of Mathematical Statistics  23: 193–212. Coautore  Donald A. Darling (1952)